# Guglielmo Stefani
Pour les articles homonymes, voir Stefani.
Guglielmo Stefani est un journaliste italien d'origine vénitienne, qui fut directeur de la Gazzetta Piemontese (it) au XIXe siècle et fonda l'agence de presse portant son nom, avec le soutien de Camillo Benso, comte de Cavour, président du Conseil.

## Biographie
Né à Venise le 5 juillet 1819, il est diplômé en droit à Padoue, s'y installe et fonde en 1845  avec son ami Jacopo Crescini le mensuel Le Euganeo, journal de la science, de la littérature et de la variété, qui a duré jusqu'à 1847, puis l'hebdomadaire Pedrocchi Café (1846-1847), revue historique, dans laquelle la littérature a progressivement cédé la place à la politique. En février 1848, il est arrêté par les troupes de l'empire austro-hongrois puis libéré par la révolution le 17 mars. Ensuite, la Contre-Révolution de 1849 l'a forcé à l'exil. Il est allé à Turin, où il a immédiatement repris ses activités journalistiques, dirigeant de 1850 à 1856 la Gazzetta Piemontese, journal officiel du Royaume, Le Monde Littéraire (1858-1859), Le Monde Illustré (1860-1861), le Magazine contemporain (1860-1861).
Sous le gouvernement Cavour, il crée en 1853 l'agence de presse portant son nom, sur le modèle des agences Reuter et Havas, qui obtient des avantages importants par les subventions provenant des fonds secrets, alors que le Statut albertin interdit les privilèges et les monopoles privés. La presse radicale, quant à elle, subit des restrictions sur la liberté d'information. Ainsi l'agence Stefani, étant en situation de monopole, devient instrument du gouvernement pour le contrôle des médias du royaume de Sardaigne. Il s'y consacre à plein temps à partir de 1857.
Il diffuse aussi une Correspondance anglaise dans les années 1856-1857, et prévoit une « correspondance générale » en quatre langues peu avant sa mort.
Après la mort de Guglielmo Stefani, d’une maladie infectieuse, le 11 juin 1861 à Turin, l'agence resserre sa collaboration avec l'agence britannique Reuters et avec l'agence française Havas